# وزارت دفاع لیتوانی
وزارت دفاع لیتوانی (لیتوانیایی: Lietuvos Respublikos krašto apsaugos ministerija) از وزارتخانه‌های دولت لیتوانی است، که وظیفه پشتیبانی لجستیک از نیروهای مسلح لیتوانی را برعهده دارد.
وزارت دفاع نهاد دولتی لیتوانی است که مسئول سازماندهی دفاع ملی است.[۴] این نهاد در ابتدا در سال ۱۹۱۸ پس از استقلال لیتوانی تأسیس شد و پس از پایان حکومت شوروی در سال ۱۹۹۱ دوباره تأسیس شد.